# Strážsky park
Strážsky park je chráněný areál v katastrálním území města Komárno v okrese Komárno v Nitranském kraji na Slovensku. Území bylo vyhlášeno v roce 1981 a jeho rozloha je 6,61 hektaru. Předmětem ochrany je historický park, který svou dřevinnou skladbou patří k nejhodnotnějším v okrese Komárno.